# تربية الأبقار

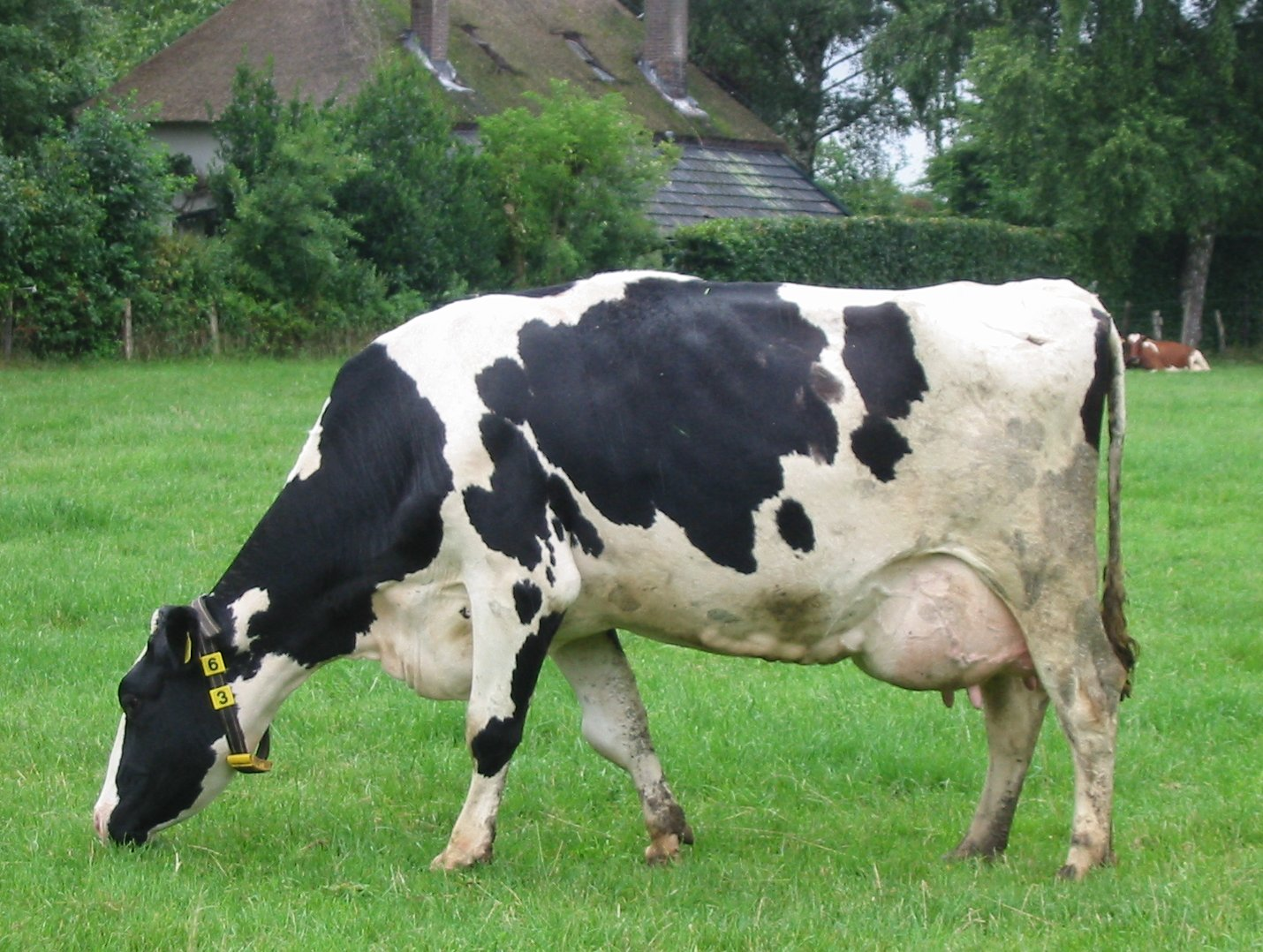

تعد تربية الأبقار من أهم الأنشطة الفلاحية التي يقوم بها الإنسان. وهي من الأعمال الممتعة والشاقة، وتحتاج لرعاية وإخلاص طوال العام، وتربيتها سهلة نسبيا حيث يتم تغذي مع حلبها، كما يتم تغذيتها مساءً مع حلبها أيضا، ويبقى الإشراف البيطري المتواصل.
وتحتاج البقرة ذات الإنتاج الكبير من الحليب (40-45 لتر حليب) إلى 12 كيلو من العلف يوميا (بروتين 18%)، و6 كيلوات قش (تبن أو بيقا جافة أو أعشاب مجففة). وينصح بتربية أبقار الفيرزيان كونها أثبتت نجاح عالي، كما أنها حلوب (6000 لتر حليب سنويا).
وينصح أن تكون البقرات متقاربة في العمر، ويحظر أن يزيد عمر الأبقار المستوردة عن 30 شهرا؛ نظرا لوجود مرض جنون البقر، ويعد هذا عمرا جيدا حيث تكون البقرة في بداية عطائها. ولا يتهدد الأبقار مخاطر كثيرة؛ كونها تتحمل التغيرات الجوية والبيئية والغذائية، كما أنها تقاوم الكثير من الأمراض.
وتحتاج 5 رءوس من نوع فرزيان الحلوبة إلى 100 متر مربع، نصف سقفها مسقوف بالصفيح أو القرميد، ونصفها الآخر مكشوف. كما تحتاج البقرة إلى إشراف بيطري متواصل، ويجب إعطاؤها التطعيمات اللازمة، ويكفي زيارة أسبوعية للطبيب البيطري. ويبلغ عائد تربية الأبقار خلال 6 سنوات 300%، ويستفاد كذلك من جلودها في مجال صناعة الجلود.

## سلالات الأبقار
- فرنسية
- الهولندي

## اولاً: سلالات إنتاج اللبن

### 1-الفريزيان أو الهولستين أو الهولشتاين

#### الشكل والحجم والوزن
حيوانات كبيرة الحجم قوية المظهر تظهر فيها بوضوح صفات إنتاج اللبن ورغم أن شكل الضرع ليس نموذجيا في كثير من الابقار إلا ان سعتها لا تدانيها أي سلالة أخرى ويمكن التمييز بين الفريزيان الأمريكي (الهولشتاين) وهي سلالة أصبحت منفصلة بمواصفاتها عن الفريزيان الأوروبي بل وتستعمل ذكورها لتدريج الفريزيان الأوروبي لرفع إنتاج الأخيرة من اللبن والهولشتاين هو أكبر سلالات اللبن الأصيلة حجما وأثقلها وزنا ومتوسط وزن ميلاد العجل 40 كجم اما الفريزيان الأوروبي فمتوسط وزن عجوله 35 كجم والبقرة الناضجة تزن 600 كجم والثور الناضج 800 كجم.

#### المنشأ
مقاطعة فريزلاند - هولندا

#### الانتشار
أكثر الأنواع انتشارا في معظم بلاد العالم خاصة هولندا وألمانيا والدانمارك وإنجلترا والولايات المتحدة ونيوزيلندا وجنوب أفريقيا.

#### اللون
الأسود والأبيض بالتبادل من الرأس حتى الكفل وهو الأكثر شيوعا كما يوجد الأحمر والأبيض ويوجد تباين في التبقيع ودرجة انتشار وتركيز كل من اللونين الأبيض والأسود.

#### إنتاج اللبن
متوسط الإنتاج عند عمر النضج للهولشتاين 8500 كجم لبن في 305 يوم بنسبة دهن 3.7% وهذا المتوسط يزيد سنويا نتيجة للتحسين الوراثى المستمر وللانتخاب المدروس بعناية من المربين وكذلك باستخدام التلقيح الصناعي يقل إنتاج الفريزيان الأوروبي عن هذا المعدل حيث أن متوسط إنتاجه حوالى 6000 كجم بنسبة دهن 3.7% ولون اللبن يكون أبيض إلا أن الفريزيان الأوروبي يتفوق في إنتاجه من اللحم وجودة صفات ذبائحه مقارنة بذبائح الهولشتاين التي ترتفع فيها نسب العظم والدهن لأنها تركز مجهودها في إنتاج اللبن

#### صفات الخصب
العمر عند أول وضع 24 - 30 شهرا والفترة بين الولادتين حوالى 370 يوما وقد أصبحت ماشية الفريزيان أكثر سلالات اللبن الأصلية انتشارا في العالم لإنتاجها العالي وسهولة تأقلمها مع الظروف البيئية المتباينة ولهدوئها النسبي وسهولة قيادتها.
إلا أنه يلاحظ أن حساسية منطقة الأظلاف عالية مما يجعل نسبة مشاكل الحافر لهذه الأبقار أكثر من الأنواع الأخرى ولذا يجب علينا زيادة العناية بالأرجل ومراعاة جفاف الأرضية والفرشة التي تحت الحيوان.
ويلاحظ أيضا في تربية ابقار الفريزيان أن يكون برنامج الرعاية التناسلية على أعلى مستوى وكذلك برنامج المحافظة على الضرع حتى نحصل على أحسن نتائج وأعلى إدرار.

#### ماشية الفريزيان في مصر
بدأ استيراد الفريزيان في مصر منذ عام 1931 بأعداد صغيرة ثم زاد حجم الاستيراد على نطاق واسع منذ النصف الثاني من الخمسينات (مديرية التحرير - الوحدات المجمعة - وزارة الزراعة - الجمعية التعاونية لتربية ماشية الفريزيان - المؤسسة العامة للحوم والألبان) ومن عام 1980 انتشرت المزارع الخاصة في مصر وقد حققت هذه المزارع أرقاما عالية في إنتاج اللبن وكذلك في العمر عند أول وضع وفي الفترة بين الولادتين وفي معدلات الخصوبة الأخرى وهذه المعدلات الجيدة تقارب معدلات الفريزيان في البلاد التي اسْتُورِدَتْ منها إلا أنها لم تصل إليها إلا نادرا نظرا لاختلاف طبيعة الجو وللظروف البيئية الأخرى.
وقد استعمل الفريزيان في تدريج الأبقار البلدية وكانت الهجن ذات إدرار مرتفع عن أمهاتها المصرية (2200 - 2500 كجم لبن تبعا لدرجة الخلط) وكان ناتج اللبن يرتفع مع ارتفاع نسبة دم الفريزيان في الأبقار الخليطة حتى نسبة 7/8 دم فريزيان كما اعطت الذكور أوزانا عالية عند الميلاد ومعدلات نمو مرتفعة ولحما ذا جودة عالية وهي صفات جعلتها ذات أهمية خاصة كمصدر للحم كما وجد أن استعمال السائل المنوي المجمد من الهولشتاين لتلقيح الفريزيان الأوروبي في مصر يزيد إنتاج أبقارنا بعدة مئات من الكيلو جرامات كما يخفض من العمر عند أول ولادة.

## 2- البرون سويس
الشكل والحجم والوزن من أكبر سلالات ماشية اللبن حجما ويعتبر أقدرها على إنتاج اللحم بكفاءة عالية ويمكن تمييز السلالة الأمريكية بإنتاجها العالي من اللبن ووزن العجول عند الميلاد 40 كجم والبقرة الناضجة تزن في المتوسط 600 كجم بينما الثور الناضج 900 كجم اما السلالة الأوروبية (البراونفية) فتتميز بجودة إنتاجها من اللحم وتزن عجولها عند الميلاد 35 كجم في المتوسط والبقرة الناضجة تزن 600 كجم والثور الناضج يزن 800 كجم في المتوسط وذبائحها ذات صفات مرغوبة ونسبة التصافي فيها مرتفعة.

### المنشأ
سويسرا

### الانتشار
كثير الانتشار في أوروبا والولايات المتحدة ودول البحر الأبيض المتوسط

### اللون
غالبا بني فاتح في الإناث وغامق في الذكور وتخف حدة اللون حول المخطم كما يوجد شريط فاتح اللون على الظهر بطول العمود الفقري.

### إنتاج اللبن
ينتج البراون سويس حوالي 6000 كجم من اللبن في 305 بنسبة دهن 4 % في المتوسط بينما ينتج البراونفية حوالي 4800 كجم بنسبة دهن 3.9% ولون اللبن في السلالتين أبيض

### صفات الخصب
يعتبر أبطأ أنواع ماشية اللبن في النضج الجنسي ويصل العمر عند أول وضع 34 شهرا ولكنه في المقابل يتميز بانتظام الوضع وطول الحياة الإنتاجية.

### الشكل والحجم والوزن
من أصغر سلالات اللبن الأصيلة حجما وتظهر عليها بوضوح صفات إنتاج اللبن متوسط الوزن عند الميلاد حوالى 25 كجم بينما تزن الابقار الناضجة 400 كجم والثيران الناضجة 600 كجم في المتوسط.

### المنشأ
إنجلترا

### الانتشار
إنجلترا والولايات المتحدة وفرنسا وكندا ونيوزيلندا وبعض بلاد آسيا وأفريقيا وأمريكا الجنوبية.

### اللون
اللون الغالب هو البني المصفر الشاحب وقد توجد بقع بيضاء.

### إنتاج اللبن
بلغ متوسط إنتاج الجرسي في الولايات المتحدة 4700 كجم في 305 يوم بنسبة دهن 4.9 % ويباع بسعر مرتفع ولون لبن الجرسي مصفر.

### صفات الخصب
العمر عند أول وضع 24 شهر ويبلغ طول الفترة بين الولادتين في المتوسط (370 - 384 يوما)
يعتبر الجرسي أقدر أنواع ماشية اللبن الأصيلة على الرعي ولأسباب صغر الحجم وقلة احتياجاتها الغذائية وارتفاع نسبة الدهن في لبنها فهي أكثر السلالات الأوروبية انتشارا في القطعان الصغيرة التي يحتفظ أصحابها بالحيوانات لاستهلاكهم الشخصي.
```
ومن ناحية أخرى فإن صغر وزن عجول هذا النوع والضعف الشديد في نموها يجعل من الصعب الاستفادة منها في إنتاج اللحم.
```

## ثانيا: سلالات إنتاج اللحم
يلاحظ أن كافة أنواع السلالات تنتج اللحم ولكن على درجات متفاوتة من الجودة والكمية والأنواع القياسية لماشية اللحم هي تلك الأنواع التي تخصصت في هذا الإنتاج وهذه الأنواع الأصيلة نشأت في الجزر البريطانية عن طريق الانتخاب والتربية الوراثية ولم تنتشر تربية ماشية اللحم على نطاق واسع في مصر واقتصرت على مزارع تربية الحيوان الكبيرة
ولماشية اللحم أنواع لها صفات شكلية خاصة ومميزات اقتصادية تتفق مع طبيعة إنتاج اللحم.
نموذج ماشية اللحم الأصيلة

## تتميز ماشية اللحم الأصيلة بالآتي

### أولا: الصفات الشكلية
1-شكل الجسم إسطواني وواسع وعميق
2-الرأس قصير
3-العنق قصير ومكتنز باللحم وملتصق جيدا بالرأس والجسم
4- الصدر واسع وعميق
5-خط الظهر مستقيم ومتوازي مع خط البطن
6-الأرجل الخلفية قصيرة ومكتنزة باللحم

### أنواع أبقار اللحم

#### الهيرفورد
ينتسب لمقاطعة بهذا الاسم في إنجلترا وقد نقل إلى جميع بقاع الأرض ومنها مصر ويربى للحم الذي يماثل لحم الشورتهورن في الجودة.وللهيرفورد مقاومة ضد السل ويعيش وينمو جيدا على الغذاء الجيد والحشائش البرية ويصلح في البلاد الحارة بصفة خاصة أكثر من غيرها من البلاد ولذا تنجح تربيته في مصر وهو ينتج اللحم الجيد بتكاليف أقل من غيره من الحيوانات ويوجد بكثرة في مديرية التحرير والوادى الجديد.

### ثالثا: السلالات ثنائية الغرض

#### الشكل والحجم والوزن
من أكبر أنواع الماشية حجما قوى التكوين يصل وزن الميلاد إلى 42 كجم وتزن البقرة الناضجة 700 كجم والثور الناضج 1200 كجم في المتوسط

#### المنشأ
سويسرا

#### الانتشار
سويسرا وألمانيا والنمسا (يعرف في الدول الثلاث باسم الفلكفية) وكذلك في فرنسا وإيطاليا ومعظم دول أوروبا الشرقية والولايات المتحدة

#### اللون
يتباين من الأصفر الفاتح إلى الأحمر الغامق وتوجد أحيانا بقع بيضاء على الجسم والرأس أبيض وكذلك الأرجل والذيل.

#### إنتاج اللبن
ينتج حوالي 4500كجم في 305 يوم بنسبة دهن 4% في المتوسط وعموما يعتبر السيمنتال من الأنواع ثنائية الغرض وأهم مميزاته سرعة النمو الكبيرة وارتفاع نسبة الخصب في أبقاره وهدوء الطبع وجودة اللحم وتستعمل طلائق هذا النوع في التهجين لتحسين صفات النمو في أنواع اللحم البريطانية التقليدية مثل الهيرفورد والأبردين انجس وقد دخل هذا النوع إلى مصر وأعطى نتائج مشجعة.